# 舊農校校長宿舍
24°45′18″N 121°44′58″E / 24.755038°N 121.749338°E
宜蘭舊農校校長宿舍，位於臺灣宜蘭縣宜蘭市南門里，原屬於1900年代宜蘭廳官舍，之後作宜蘭農校校長宿舍。今列歷史建築，以宜蘭文學館之名作活化，隸屬於宜蘭縣文化局。

## 歷史

### 早期
西鄉菊次郎任職宜蘭廳長期間，於噶瑪蘭廳城南門地區興建行政區，成為日本人公共建築、設施的集中地。從1904年建立，到1906年完工。其中面積0.6889公頃土地屬於宜蘭農校（今宜蘭大學）所有。其校長宿舍就為當時所建，入住等級屬於乙等官舍，佔地約300坪，在1926年由官階為奏任官的宜蘭農校校長入住。至於宜蘭農校的其餘棟日式宿舍則有在宜蘭市民權里中華路192巷。
宜蘭舊農校校長宿舍外觀有雨淋版、障子門、襖子門、玻璃門窗、戶袋、高砌磚土台、底層夯舖卵石。結構上，屋架為寄棟屋根、桁架構架二重梁小屋組。屋內為玄關、書房、客廳、廚房、餐廳、佣人房、盥洗室。

### 保留

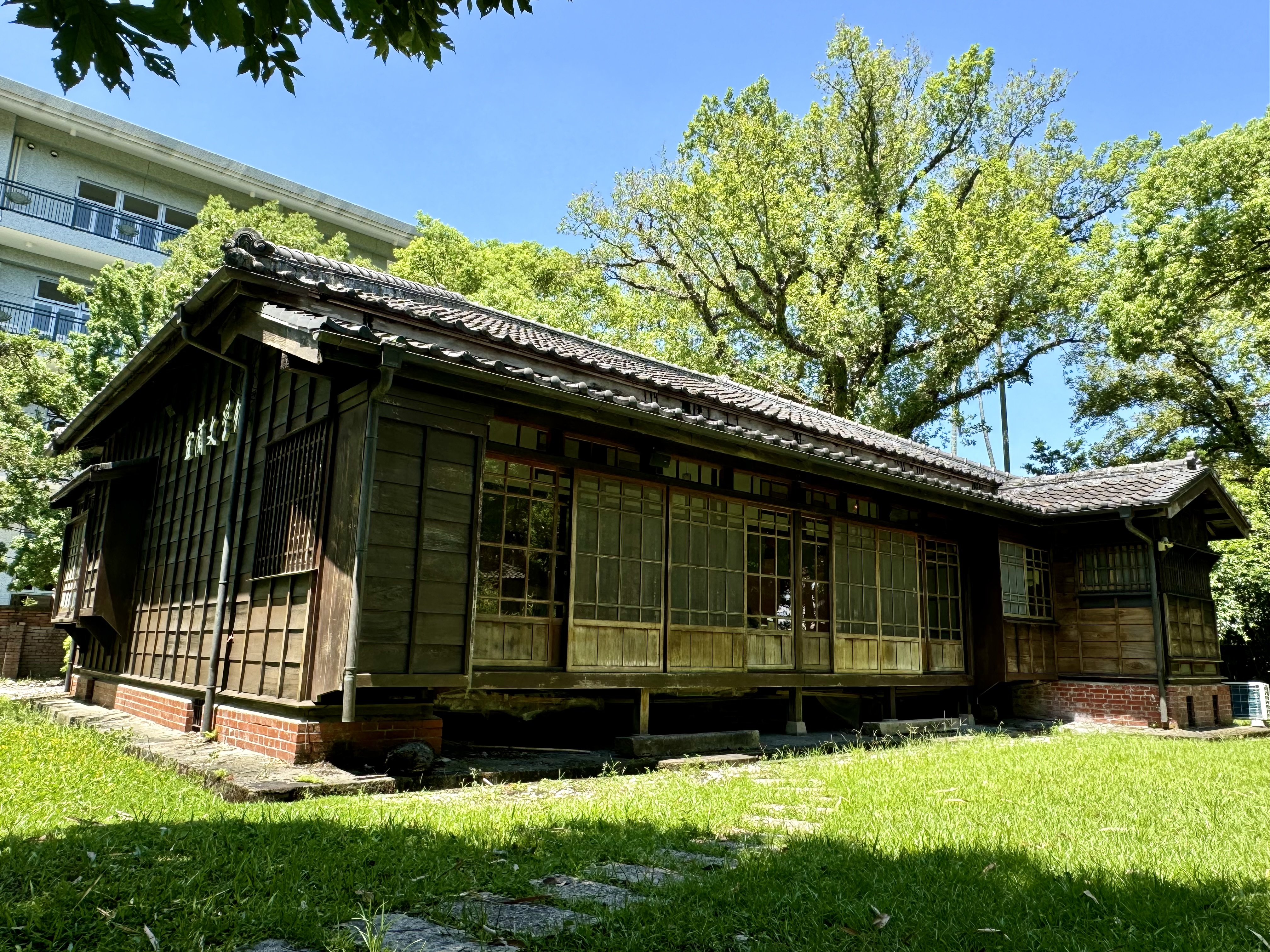
左與背側

1997年4月25日下午，宜蘭縣政府民政局禮俗文獻課長林明會同縣府建設局、農業局及縣史館、台灣大學建築與城鄉發展基金會宜蘭工作室人員，對南門地區作全面的勘查。1998年11月10日，在財政部出面協調下，宜蘭技術學院於國有財產局會議室上，同意將南門地區校地撥用給宜蘭縣政府。
2001年，蘭陽博物館規劃將舊農校校長宿舍作為宜蘭設治紀念館的副館。該年夏，舊農校校長宿舍與舊主秘公館、舊糧食局宜蘭辦公廳、舊宜蘭監獄門廳、西鄉廳憲德政碑等都列為歷史建築。
在文建會補助新台幣900萬餘修護費後，舊農校校長宿舍由大藏聯合建築師事務所設計與監造、登亞營造在2003年到2004年施作。2003年9月10日，宜蘭市長呂國華與會代表來此會勘，決定拆除其餘12間宿舍。2004年3月11日，這些舊宿舍開始拆除。正在修護舊農校校長宿舍的工程團隊，就利用拆除的舊天花板、地板、窗木等材料作為修護建材，而得以保留原有的風貌。2004年12月3日，行政院公共工程委員會主委郭瑤琪宣布宜蘭縣政府文化局的舊農校校長宿舍歷史建築修護工程獲第五屆公共工程金質獎建築類優等獎。此為臺灣首次古蹟、歷史建築修護工程獲獎。

### 活化

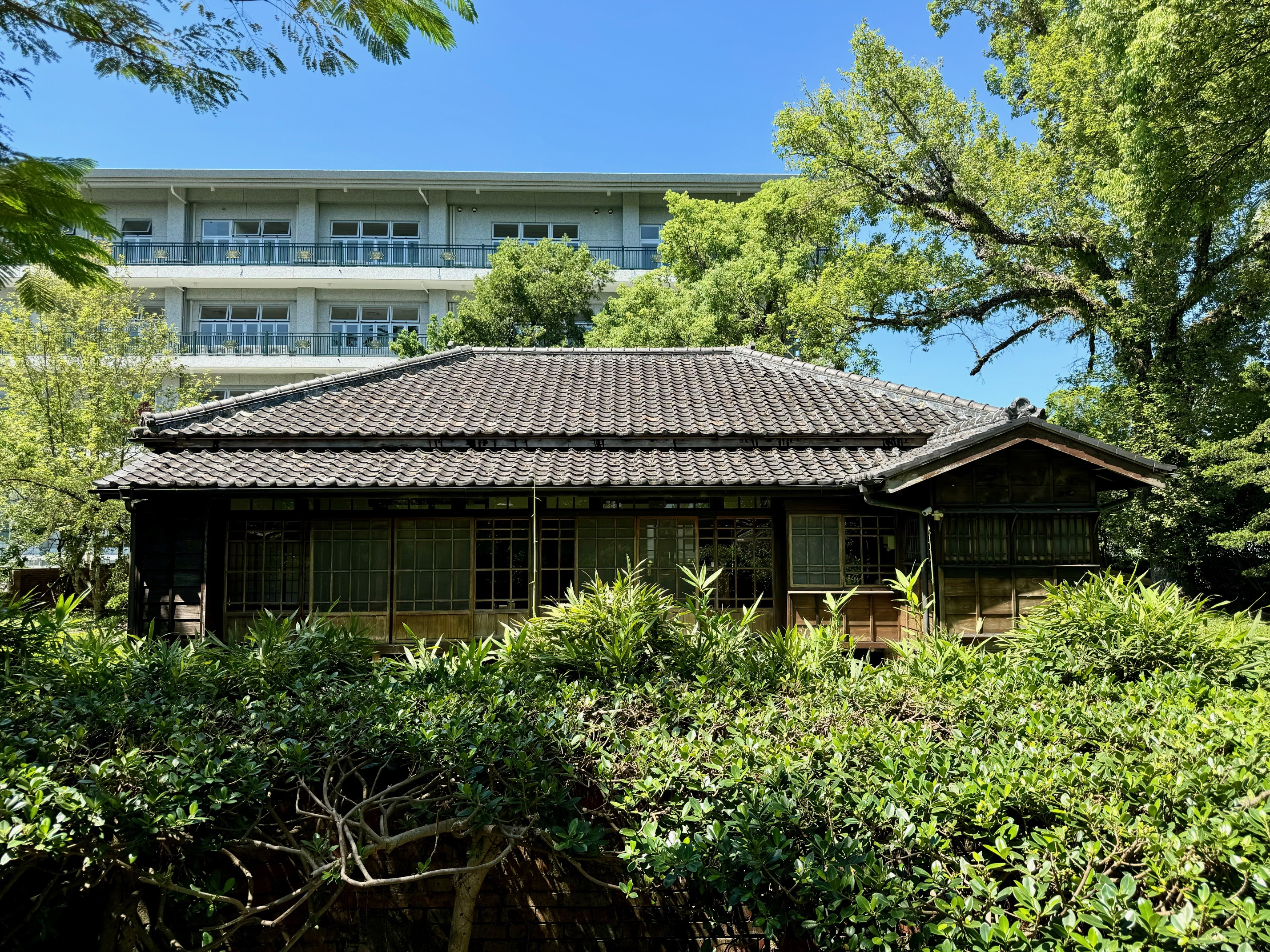
背側

2005年4月17日，舊農林學校校長宿舍啟用，由文建會主委陳其南與縣長劉守成共同揭牌。2006年6月30日起，改為當代樂坊經營作音樂館，由縣長呂國華主持。至2011年12月21日，改作宜蘭文學館，縣長林聰賢邀李喬、黃春明、陳若曦等作家參加開幕典禮。
2014年，中華電信為宣傳4G，7月7日公開金城武在舊農林學校校長宿舍煮茶、聽雨、啟程的復古廣告，片尾旁白作「世界越快，心則慢」。11日晚7點56分，廣告3分鐘完整版正式播放。該月因此廣告，舊農林學校校長宿舍訪客大增，經營者不得不限制參觀時間。
2019年10月，宜蘭農校第四任校長澤田義之女三品悅子在她女兒與女婿陪同下，回到兒時住過的宜蘭舊農校校長宿舍。